# Ŋ
Ŋ هو حرف من حروف الأبجدية اللاتينية، يُستخدم لتمثيل الحرفين «NG» (كما في اللغة الإنجليزية si ng i ng والتي تكون Singing) كما ويستخدم هذا الحَرف في بعض اللغات وفي الأبجدية الصوتية الدولية وفي اللغات الأفريقية الأخرى.
في لغة واشو فان الحرف الصغير ⟨ŋ⟩ يمثل تمثيل نموذجي نطقهُ ‎[ŋ]‏، في حين أنَّ الحرف الصغير ⟨Ŋ⟩ لا يمثل صوت ‎[ŋ̊]‏. تأتي هذه الاتفاقية من التدوين الصوتي الأمريكي.

## مظهر
هذا الحرف مشتق من الحرف N، مع إضافة ذيل معكوس للساق اليمنى أو الجهة اليُمنى للحرف، إلى حدٍ ما يشبه تلك التي توجد بـ J أو g. يوجد الحرف في لغات سامي التي تستخدمه كحرفٍ أساسي، بالإضافة إلى وجودهُ في اللغات الأفريقية،  مثل لغة الشونا من 1931-1955، والعديد من اللغات في غرب ووسط إفريقيا حاليًا.

كانت الطابعات المبكرة، تفتقر إلى شكل رسومي مُحدد لهذا الحرف؛ نتيجةً لذلك كانت تعوضهُ عن طريق تدوير حرف «G» كبير، أو عن طريق استبدال الحرف إتا اليوناني) قبل تعديله إلى الشكل الحالي ⟨ŋ⟩.

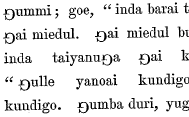
نص يعود إلى عام 1856، ويستخدم هذا النص حرف G كبير مستدير كبديل لـ ŋ.
حرف مائل مبني على حرف g من طابقين كما هو مستخدم في كتاب هوراشيو هيل الإثنوغرافيا وعلم اللغة يعود ذلك إلى عام (1846).
ᶇ ŋ ɲ ɳ : هذه الصورة تُظهر أربعة رموز تستند إلى حرف «n».

## الاستخدام

### استخدام عام
- يُستخدم في التدوين الصوتي الأمريكي
- في بعض الأحيان، قد يُستخدم هذا الحرف لنسخ لغات السكان الأصليين الأسترالية
- يُستخدم في الألفبائية الصوتية الدولية

### استخدام في قواعد الإملاء العامية
- اللغات الأفريقية
  - باري
  - بيمبا
  - الدينكا
  - إيفيك
  - لغة الإيوي
  - فرافرا
  - اللغة الفولانية
  - اللوغندية
  - لغات ماندينغ
  - لغات النوير
  - لغة الشونا
  - لغات السونغاي
  - الولوف
  - لغة زرمة
- اللغات الأصلية للأمريكتين
  - إينوبيات
  - لاكوتا
  - أودهام
- لغات أسترو آسيوية
  - تونغا
- لغات السكان الأصليين الأسترالية
  - باندجالانج
  - يولنجو
- لغات الصين
  - هانيو بينيين
- لغات السامي
  - لغة سامي الإنارية
  - لغة لوله سامي
  - سامي الشمالية
  - أوميا سامي
  - سكولت سامي
  - كلدين سامي
- لغات أتراكية
  - اللغة القازاقية (وفقًا لمراجعة 2019 للأبجدية اللاتينية؛ تم استبداله بـ Ñ في اقتراح يعود لأبريل 2021)
- لغة مابوتشي
- لغات الكالام [الإنجليزية]
  - لغة كالام [الإنجليزية][2]

## ترميز الكمبيوتر

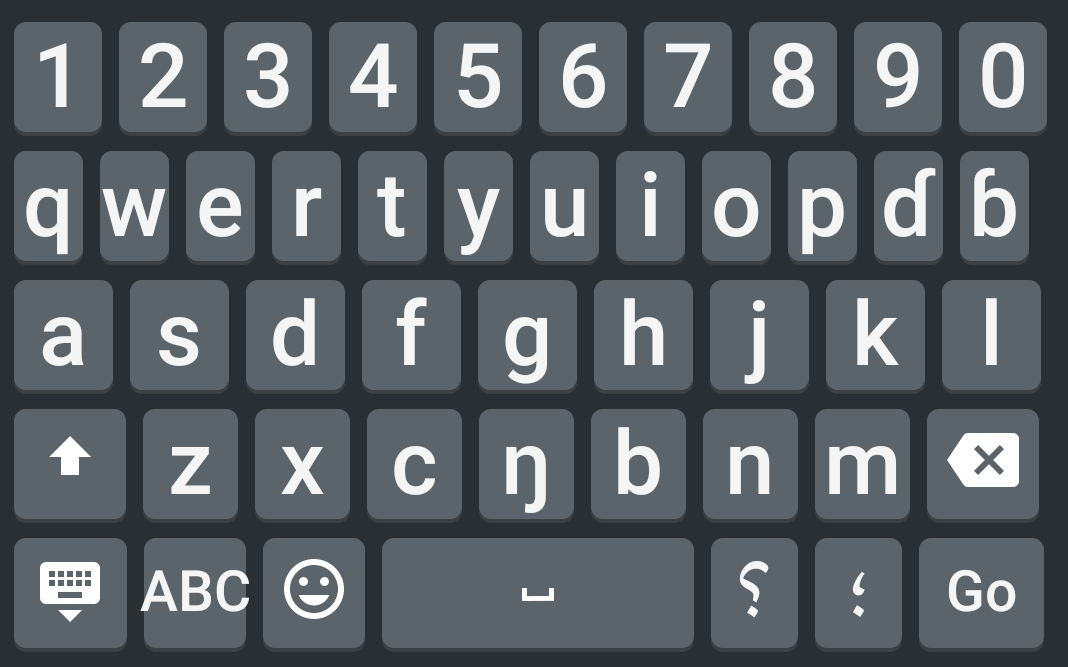
لوحة مفاتيح باللغة الفولانية تُوضح الحرف Ŋ

### يونيكود
| شكل | نوع      | أبجدية         | يونيكود | مصادر |
| --- | -------- | -------------- | ------- | ----- |
| Ŋ   | حرف كبير | أبجدية لاتينية | U+014A  | [ 3 ] |
| ŋ   | حرف صغير | أبجدية لاتينية | U+014B  | [ 4 ] |

## روابط خارجية
- الإملاء العملي للغات الافريقيَّة
- FileFormat.info - الخطوط التي تدعم LATIN CAPITAL LETTER ENG (U + 014A) و LATIN SMALL LETTER ENG (U + 014B)